# Pływanie synchroniczne na Letnich Igrzyskach Olimpijskich 2020
Pływanie synchroniczne na Letnich Igrzyskach Olimpijskich 2020 w Tokio rozgrywane są pomiędzy 2 a 7 sierpnia 2021, na Tokyo Aquatics Centre.

## Kwalifikacje
Zasady kwalifikacji
- Każdy kraj może wystawić maksymalnie jeden zespół i jeden duet.
- Japonia jako gospodarz ma zapewnione miejsce w obu konkurencjach.
- Zespoły: automatyczną kwalifikację uzyskają dwóch zwycięzców Mistrzostw Świata oraz zwycięzcy Mistrzostw Europy i Igrzysk Panamerykańskich. Afryka i Oceania dokona kontynentalnego wyboru. Pozostałe kraje zmierzą się w turnieju kwalifikacyjnym o trzy wolne miejsca.
- Duety: automatyczną kwalifikację uzyskują kraje, które zakwalifikowały się do zawodów zespołowych. Oprócz nich udział biorą zwycięzcy Mistrzostw Europy i Igrzysk Panamerykańskich. Afryka, Azja i Oceania dokona kontynentalnego wyboru. Pozostałe państwa rywalizują w turnieju kwalifikacyjnych o siedem wolnych miejsc.

| Kraj              | Zespół | Duet | Zawodniczki |
| ----------------- | ------ | ---- | ----------- |
| Australia         | X      | X    | 8           |
| Austria           |        | X    | 2           |
| Białoruś          |        | X    | 2           |
| Kanada            | X      | X    | 8           |
| Chiny             | X      | X    | 8           |
| Kolumbia          |        | X    | 2           |
| Egipt             | X      | X    | 8           |
| Francja           |        | X    | 2           |
| Wielka Brytania   |        | X    | 2           |
| Grecja            | X      | X    | 8           |
| Włochy            | X      | X    | 8           |
| Izrael            |        | X    | 2           |
| Japonia           | X      | X    | 8           |
| Kazachstan        |        | X    | 2           |
| Liechtenstein     |        | X    | 2           |
| Meksyk            |        | X    | 2           |
| Holandia          |        | X    | 2           |
| ROC               | X      | X    | 8           |
| Południowa Afryka |        | X    | 2           |
| Hiszpania         | X      | X    | 8           |
| Ukraina           | X      | X    | 8           |
| Stany Zjednoczone |        | X    | 2           |
| Razem: 22 państwa | 80     | 44   | 104         |

## Medalistki
| Konkurencja:        | Złoto:                                                                    | Rezultat | Srebro:                          | Rezultat | Brąz:                                      | Rezultat |
| Duety (szczegóły)   | Rosyjski Komitet Olimpijski Swietłana Kolesniczenko · Swietłana Romaszyna | 195.9079 | Chiny Huang Xuechen · Sun Wenyan | 192.4499 | Ukraina Marta Fiedina · Anastasija Sawczuk | 189.4620 |
| Drużyny (szczegóły) | Rosyjski Komitet Olimpijski                                               | 196.0979 | Chiny                            | 193.5310 | Ukraina                                    | 190.3018 |